# الاتحاد الرياضي لألعاب التضامن الإسلامي
الاتحاد الرياضي لألعاب التضامن الإسلامي هو تنظيم رياضي يعمل بالتعاون الوثيق مع الأمانة العامة لمنظمة التعاون الإسلامي. مقره مدينة الرياض بالمملكة العربية السعودية. وقد تشكل خلال المؤتمر التأسيسي الذي عقد في شعبان 1405هـ/ أيار 1985م بالرياض بحضور ممثلي اللجان الأولمبية الوطنية أو الجهات المسؤولة في الدول الأعضاء بمنظمة التعاون الإسلامي.

## أهداف الاتحاد
يهدف الاتحاد إلى تقوية التضامن الإسلامي بين شباب الدول الأعضاء، وتعزيز الشخصية الإسلامية في الميادين الرياضية، وترسيخ مبادئ عدم التمييز بين الأديان والأجناس والطبقات تماشيا مع تعاليم الإسلام.
ويهدف الاتحاد كذلك إلى توثيق أواصر الوحدة والمحبة والتآخي بين شباب الدول الأعضاء وتعريف شباب الدول الأعضاء بأهداف منظمة المؤتمر الإسلامي، وتوحيد المواقف في المؤتمرات واللقاءات الأولمبية والدولية والقارية، والتعاون مع كافة الهيئات والمنظمات الرياضية الدولية والقارية. ويعمل الاتحاد على تعزيز التعاون بين الدول الأعضاء في الموضوعات ذات الاهتمام المشترك في كافة المجالات الرياضية، والمحافظة على المبادئ الرياضية والعمل على النهوض بالحركة الرياضية والأولمبية في العالم الإسلامي.

## الهيكل الخاص بالاتحاد
وتشكلت اللجنة التنفيذية للاتحاد من أربعة عشر عضوا برئاسة فيصل بن فهد بن عبدالعزيز من المملكة العربية السعودية وثلاثة نواب للرئيس من السنغال وماليزيا والمملكة العربية السعودية، وأمين عام من المملكة العربية السعودية، وثمانية أعضاء من تونس وبنغلادش وتركيا وسلطنة عمان وليبيا وباكستان ومصر والسعودية، إضافة إلى ممثل عن منظمة المؤتمر الإسلامي.
وتنفيذا لإحدى مسؤوليات الاتحاد التي ينص عليها نظامه الأساسي، وتتضمن النهوض بالحركة الرياضية والأولمبية في العالم الإسلامي، وتوصيات لجنة الخبراء التي صادق عليها مؤتمر القمة الإسلامي الرابع، ينظم الاتحاد دورة في التنظيم والإدارة لإعداد القادة العاملين في المجال الرياضي بالدول الإسلامية سنويا. وتقام الدورة على ثلاث مراحل باللغات العربية والإنجليزية والفرنسية. وتهدف هذه الدورة إلى رفع كفاءة العاملين بالهيئات الرياضية الإسلامية، وتنمية الخبرات لديهم وتبادلها فيما بينهم، وتعريفهم بالمنظمات الرياضية والشبابية بالعالم الإسلامي، وبالحركة الأولمبية الدولية. وقد أقيمت المرحلة الأولى من الدورة الأولى باللغة العربية في شعبان 1417هـ/ كانون الأول 1996، وكانون الثاني 1997م لمدة أسبوعين بالرياض، وحضرها 29 عضوا ممثلين لست عشرة دولة إسلامية شملت: البحرين والجزائر والسودان وسوريا والصومال وفلسطين وقطر والكويت وليبيا ومصر والمغرب واليمن وموريتانيا والأردن ولبنان والمملكة العربية السعودية. وتم انتخاب الأمير سلطان بن فهد بن عبدالعزيز رئيسا للاتحاد بالإجماع عام 2000م.
وقررت اللجنة التنفيذية للاتحاد في اجتماعها الرابع الذي عقد بمدينة الرياض في يونيو 2000م برئاسة الأمير سلطان بن فهد أن تستضيف المملكة العربية السعودية الدورة الأولى لألعاب التضامن الإسلامي، وأن تقام بطولة الأمير فيصل بن فهد للسباحة في مدينة طهران بإيران عام 2001م.
وحددت اللجنة في اجتماعها بمدينة الرياض في يونيو 2001م موعد إقامة الدورة الأولى في عام 2005م، على أن تنظم إيران الدورة الثانية عام 2009م، وتستضيف سوريا الدورة الثالثة عام 2013م.
ولكن تم إلغاء البطولة الثانية في إيران بسبب الخلاف الذي حصل بين دول الخليج وبين إيران و تم نقل البطولة الثالثة من سوريا إلى إندونيسيا بسبب الأزمة السورية والتي اندلعت منذ العام 2011 ولم تنتهي حتى الآن على أن تقام البطولة الرابعة عام 2017 في باكو عاصمة أذربيجان.

## الدول الأعضاء
| - أفغانستان - الجزائر - تشاد - مصر - غينيا - تركيا - إندونيسيا - إيران - الأردن - الكويت - لبنان - ليبيا - ماليزيا - مالي - موريتانيا - النيجر - باكستان - فلسطين - السعودية - المغرب | - السنغال - السودان - تونس - اليمن - البحرين - الصومال - عُمان - قطر - سوريا - الإمارات العربية المتحدة - سيراليون - بنغلاديش - الغابون - غامبيا - غينيا بيساو - أوغندا - بوركينا فاسو - الكاميرون - جزر القمر - العراق | - جزر المالديف - جيبوتي - بنين - بروناي - نيجيريا - أذربيجان - ألبانيا - قرغيزستان - طاجيكستان - تركمانستان - زنجبار - موزمبيق - غيانا - كازاخستان - أوزبكستان - سورينام - توغو - غيانا - ساحل العاج |

## وصلات خارجية
الموقع الرسمي